# Wojciech Bąkowski

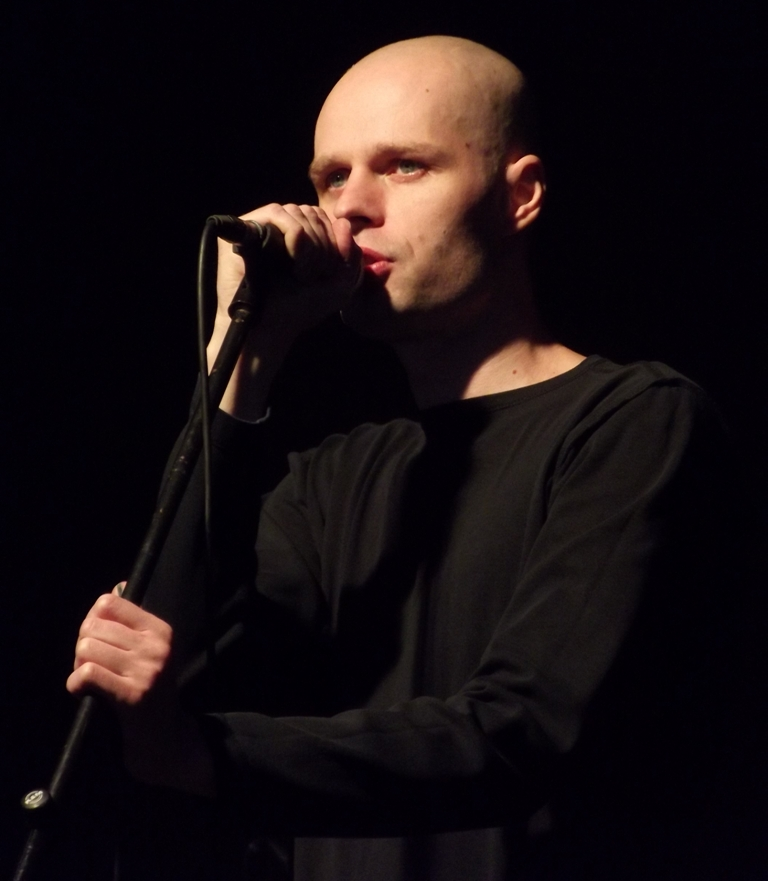
Wojciech Bąkowski mit Niwea beim Festival Tauron Nowa Muzyka, 2013

Wojciech Bąkowski (* 1979 in Posen, Volksrepublik Polen) ist ein polnischer Künstler, Filmemacher, Dichter und Musiker.

## Leben
Bąkowski schloss 2005 die Akademie der Schönen Künste in Posen (Akademia Sztuk Pięknich, Poznań) ab. 2004 hatte er bereits die Musikgruppe Kot gegründet und als Leader Texte und Melodien für sie geschrieben. Er ist auch Leiter der Musikgruppen Czykita und Niwea. 2007 schloss er sich mit anderen polnischen Künstlern zur Vereinigung PENERSTWO zusammen.
Zudem hat Bąkowski mit seiner Reihe von Animationsfilmen Filmy mówione (gesprochen Fime) in unspektakulärer Weise gefragt, „wie wir unsere Umgebung und unsre Beziehungen wahrnehmen und verstehen“. Sein Film aus dem Jahre 2012 Suchy Pion wurde 2013 in Oberhausen im Rahmen der Internationalen Kurzfilmtage Oberhausen und  2014 in Wien beim Vienna International Film Festival gezeigt.

## Preise und Auszeichnungen
- 2009:  Views-Preis (Spojrzenia 2009), ein Kunstpreis der Deutsche Bank Stiftung und der Nationalgalerie Zachęta, Warschau[2]
- 2011: Paszport Polityki der polnischen Zeitschrift Polityka

## Ausstellungen
- 2008: Zeichnungen und Animationsfilme Idziesz ze mną? Gdzie? W dupę ciemna, Galerie Leto, Warschau und danach in Posen Galerie Arsenal.
- 2009: Spojrzenia 2009, Zachęta, Warschau.

## Filmografie
- 2003: Masa
- 2005: Fear
- 2007: Are Coming with Me? Where? Into Blind Darkness (siehe oben Idziesz ze...)
- Filmreihe Filmy mówione[3]
- 2012: Suchy pion (Trockene Steigleitung), 12 Minuten[4]